# San Fernando, Mineral de la Reforma
San Fernando är en ort i Mexiko.   Den ligger i kommunen Mineral de la Reforma och delstaten Hidalgo, i den sydöstra delen av landet, 80 km nordost om huvudstaden Mexico City. San Fernando ligger 2 383 meter över havet och antalet invånare är 360.
Terrängen runt San Fernando är kuperad norrut, men söderut är den platt. Runt San Fernando är det mycket tätbefolkat, med 1 135 invånare per kvadratkilometer. Närmaste större samhälle är Pachuca de Soto, 3,2 km norr om San Fernando. Omgivningarna runt San Fernando är i huvudsak ett öppet busklandskap.